# Episodi di American Horror Story (prima stagione)
La prima stagione della serie televisiva American Horror Story, intitolata American Horror Story: Murder House è composta da 12 episodi, è stata trasmessa in prima visione negli Stati Uniti d'America sul canale via cavo FX dal 5 ottobre al 21 dicembre 2011.
In Italia la stagione è andata in onda in prima visione sul canale satellitare Fox dall'8 novembre 2011 al 31 gennaio 2012. In chiaro approda dal 3 febbraio 2013 su Deejay TV.
Il cast principale di questa stagione è composto da: Connie Britton (Vivien Harmon), Dylan McDermott (Dr. Ben Harmon), Evan Peters (Tate Langdon), Taissa Farmiga (Violet Harmon), Denis O'Hare (Larry Harvey) e Jessica Lange (Constance Langdon).
Il cast ricorrente di questa stagione è composto da Sarah Paulson, Frances Conroy, Alexandra Breckenridge, Lily Rabe, Christine Estabrook e Jamie Brewer, mentre tra le special guest star figurano Kate Mara, Zachary Quinto, Eric Stonestreet e Charles S. Dutton.

Logo della serie

| nº | Titolo originale    | Titolo italiano        | Prima TV USA     | Prima TV Italia  |
| -- | ------------------- | ---------------------- | ---------------- | ---------------- |
| 1  | Pilot               | La nuova casa          | 5 ottobre 2011   | 8 novembre 2011  |
| 2  | Home Invasion       | Il passato ritorna     | 12 ottobre 2011  | 15 novembre 2011 |
| 3  | Murder House        | Vecchi rancori         | 19 ottobre 2011  | 22 novembre 2011 |
| 4  | Halloween (Part 1)  | Halloween (1ª parte)   | 26 ottobre 2011  | 29 novembre 2011 |
| 5  | Halloween (Part 2)  | Halloween (2ª parte)   | 2 novembre 2011  | 6 dicembre 2011  |
| 6  | Piggy Piggy         | Leggende metropolitane | 9 novembre 2011  | 13 dicembre 2011 |
| 7  | Open House          | Casa in vendita        | 16 novembre 2011 | 27 dicembre 2011 |
| 8  | Rubber Man          | L'uomo di gomma        | 23 novembre 2011 | 3 gennaio 2012   |
| 9  | Spooky Little Girl  | La Dalia Nera          | 30 novembre 2011 | 10 gennaio 2012  |
| 10 | Smoldering Children | Giù la maschera        | 7 dicembre 2011  | 17 gennaio 2012  |
| 11 | Birth               | Nascita                | 14 dicembre 2011 | 24 gennaio 2012  |
| 12 | Afterbirth          | Rinascita              | 21 dicembre 2011 | 31 gennaio 2012  |

## La nuova casa
- Titolo originale: Pilot
- Diretto da: Ryan Murphy
- Scritto da: Ryan Murphy e Brad Falchuk

### Trama

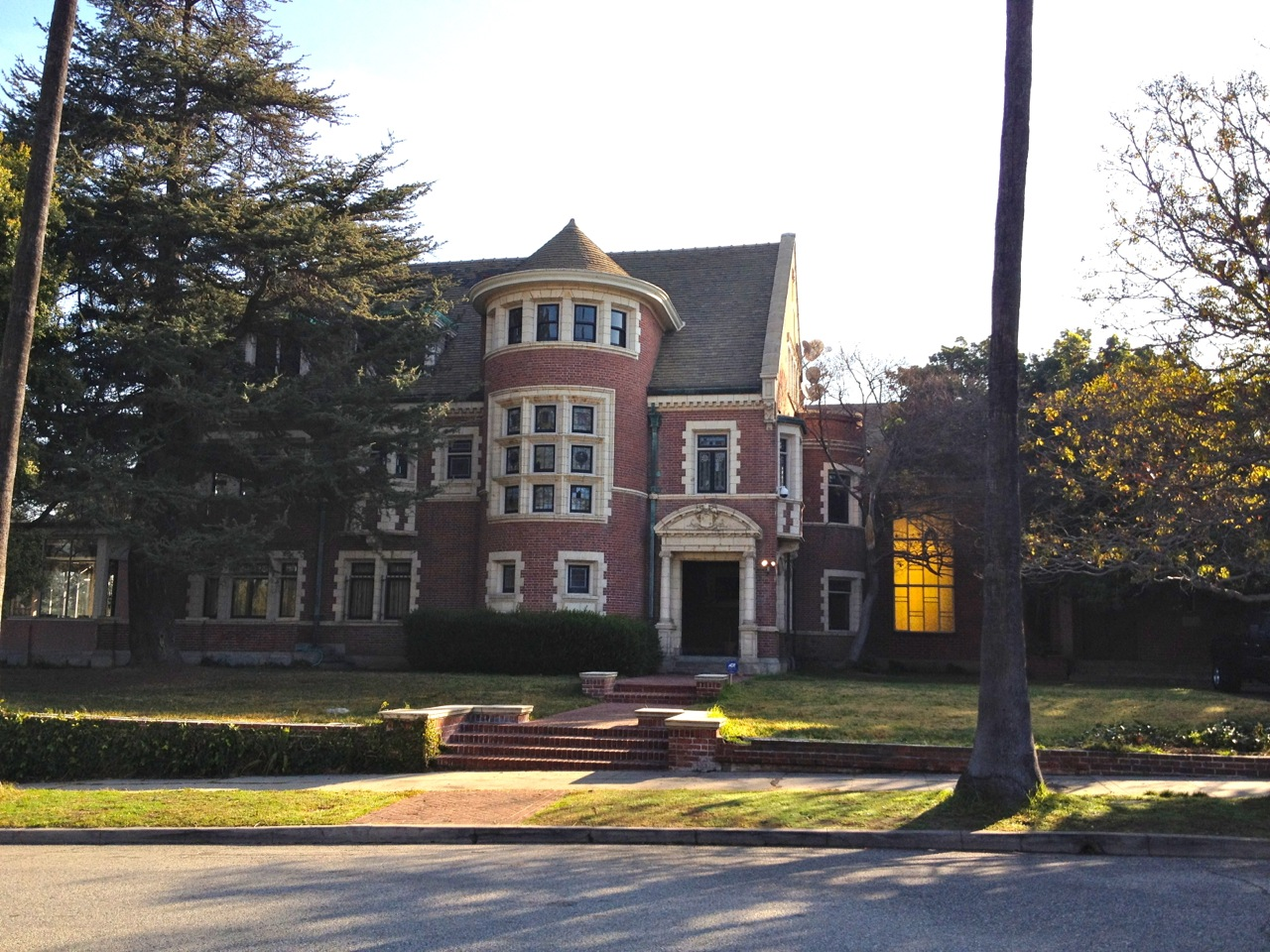
Casa dove si svolgono le vicende della prima stagione

Los Angeles, 1978: Troy e Bryan, due ragazzini gemelli armati di mazze da baseball, entrano in una casa abbandonata, incuranti degli avvertimenti di una bambina affetta da sindrome di Down che se ne sta immobile dinnanzi la casa. Una volta entrati, dopo aver frantumato ogni cosa che capita loro a tiro, vengono uccisi.
Boston, 2011: Vivien Harmon, che ha da poco avuto un aborto, scopre il marito Ben, uno psichiatra, tradirla nel loro letto. 
Los Angeles, 2011: la famiglia Harmon - Ben, Vivien e l'adolescente Violet - giunge a Los Angeles e acquista la casa dopo una breve trattativa in cui vengono informati che i precedenti inquilini, una coppia omosessuale, erano morti in circostanze non chiare, in apparenza un "omicidio-suicidio".
Una volta traslocato, nella casa fa subito capolino Adelaide (la bambina affetta da sindrome di Down) che vive lì vicino con la madre, l'inquietante Constance, e che è da sempre legata e attratta dalla casa, nella quale entra continuamente. Ben inizia le sue sedute con i pazienti, in particolare con Tate, giovane psicotico che cerca di far colpo su Violet, la quale, iniziata la scuola si scontra subito con la coetanea Leah.
Durante una discussione tra Ben e Vivien, in merito all'incrinazione del loro rapporto dovuto alla recente perdita di un figlio a causa di un aborto spontaneo e del tradimento di lui con una studentessa, i due finiscono per avere un rapporto sessuale. La sera stessa Vivien viene sorpresa in camera da letto da una figura con indosso un costume sadomaso, rinvenuto in soffitta, e, convinta si tratti di Ben, accetta questa nuova esperienza sessuale; Il marito, avendo iniziato a soffrire di sonnambulismo, si trova però in cucina, dove Constance gli rivela che non è ancora il suo momento.
Nella casa appaiono misteriose figure, tra cui Moira, un'anziana governante che aveva lavorato per i precedenti proprietari, e che riesce a farsi assumere da Vivien: la donna appare agli occhi di Ben come una giovane e provocante cameriera. A Ben appare inoltre Larry, un inquietante uomo dal volto per metà bruciato, ex proprietario della casa che aveva sterminato la sua famiglia, bruciando la moglie e le figlie mentre dormivano. Larry insiste perché lascino la casa, ma Ben non gli dà ascolto.
Vivien comunica a Ben di essere nuovamente incinta.
- Guest star: Frances Conroy (Moira O'Hara), Alexandra Breckenridge (Moira da giovane), Christine Estabrook (Marcy), Jamie Brewer (Adelaide Langdon), Shelby Young (Leah), Andy Umberger (Dr. Day), Bianca Lawson (Abby), Christian Serratos (Becca).
- Altri interpreti: Katelyn Reed (Adelaide da bambina), Bodhi Schulz (Troy), Kai Schulz (Bryan), Ben Woolf (Thaddeus Montgomery).
- Ascolti USA: telespettatori 3.184.000 - share 1,6%[2]

## Il passato ritorna
- Titolo originale: Home Invasion
- Diretto da: Alfonso Gomez-Rejon
- Scritto da: Ryan Murphy e Brad Falchuk

### Trama
Los Angeles, 1968: nella Casa, ora alloggio per studentesse d’infermieristica, entra con l'inganno il serial killer R. Franklin – odia le infermiere a causa di un incidente con il mercurio di un termometro - che affoga l'infermiera Gladys e, dopo averle fatto mettere l’uniforme, accoltella la studentessa Maria incatenando le loro anime. 

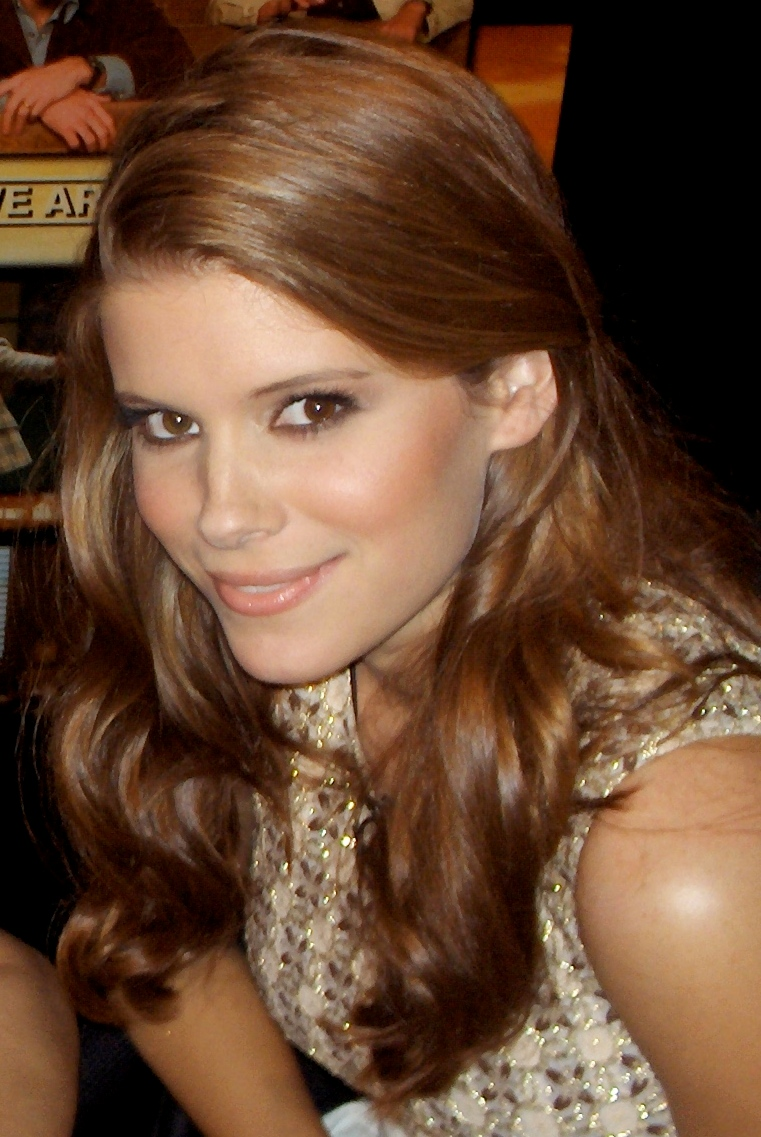
Kate Mara è Hayden

Los Angeles, 2011: durante la seduta settimanale, Tate provoca Ben, sbattendo in faccia allo psichiatra i pensieri erotici che fa su Violet: Ben lo manda fuori, e riceve nello stesso momento una chiamata da Hayden, la studentessa ventunenne con la quale aveva avuto una relazione extra-coniugale. Alla sera, Vivien si mostra preoccupata per la gravidanza, che reputa strana, e racconta al marito le sue perplessità al riguardo: come spesso accade, nella casa si sentono strani rumori e, sceso in cantina, Ben trova ancora Adelaide che è entrata in casa.
L'indomani Ben accoglie una nuova paziente, Bianca, che si dimostra affascinata dall'idea di trovarsi nella casa che è stata teatro di così tanti orrori; quando esce a fare jogging, Ben – pieno di sensi di colpa per aver saputo che Hayden aspetta un bambino dalla loro relazione – incontra di nuovo l'inquietante Larry, che di nuovo lo esorta a lasciare prima possibile la casa. Ben prende la decisione di tornare a Boston per un paio di giorni, per cercare di risolvere la situazione con Hayden, e lo comunica, mentendo, a Vivien, dicendole che una sua ex paziente ha tentato di suicidarsi e che ha richiesto il suo aiuto.
Constance, nel frattempo, col pretesto di scusarsi per l'intrusione notturna di Adelaide, prepara dei cupcake da portare a Violet; la giovane non è in casa ma viene ricevuta da Vivien, con la quale si sofferma a chiacchierare. Durante la conversazione, Constance le confida di avere avuto quattro figli, e che solo il primo, peraltro morto, è stato sano e normale. Ben si reca quindi a Boston da Hayden e madre e figlia rimangono sole in casa; vengono così sorprese da un uomo e due donne, una delle quali è Bianca, la paziente che provava una morbosa attrazione per la casa. L'intenzione dei tre folli è quella di far rivivere i fatti tragici del 1968, ripetendo l'omicidio delle due donne nei minimi particolari (una annegata in vasca da bagno e una accoltellata). Ma Vivien e Violet, con l'aiuto imprevisto di Tate, apparso al momento opportuno, ribaltano la situazione; condotti nello scantinato, gli aggressori vengono dilaniati da ciò che si cela nella casa; Il corpo di Bianca viene rinvenuto dalle forze dell'ordine mentre quelli degli altri due fanatici vengono fatti sparire da Tate, Moira e Costance, che sembrano conoscersi molto bene.
Boston, 2011: Ben apprende che Hayden voleva averlo vicino solo perché ha deciso di abortire così rimane con lei ma quando, la mattina successiva, viene a sapere dell'aggressione notturna a moglie e figlia, si precipita a casa, dove Vivien gli dice chiaramente che ha intenzione di vendere l'abitazione.
- Special guest star: Kate Mara (Hayden McClaine).
- Guest star: Frances Conroy (Moira O'Hara), Alexandra Breckenridge (Moira da giovane), Jamie Brewer (Adelaide Langdon), Shelby Young (Leah), Michael Graziadei (Travis Wanderley), Rosa Salazar (Maria), Jamie Harris (Franklin), Mageina Tovah (Bianca), Azura Skye (Fiona), Kyle Davis (Dallas), Scott Lawrence (Detective Webb), Drew Powell (Detective Collier).
- Altri interpreti: Celia Finkelstein (Gladys), Aimee Deshayes (Janice), Skyler Vallo (Gigi).
- Ascolti USA: telespettatori 2.462.000 - share 1,4%[3]

## Vecchi rancori
- Titolo originale: Murder House
- Diretto da: Bradley Buecker
- Scritto da: Jennifer Salt

### Trama

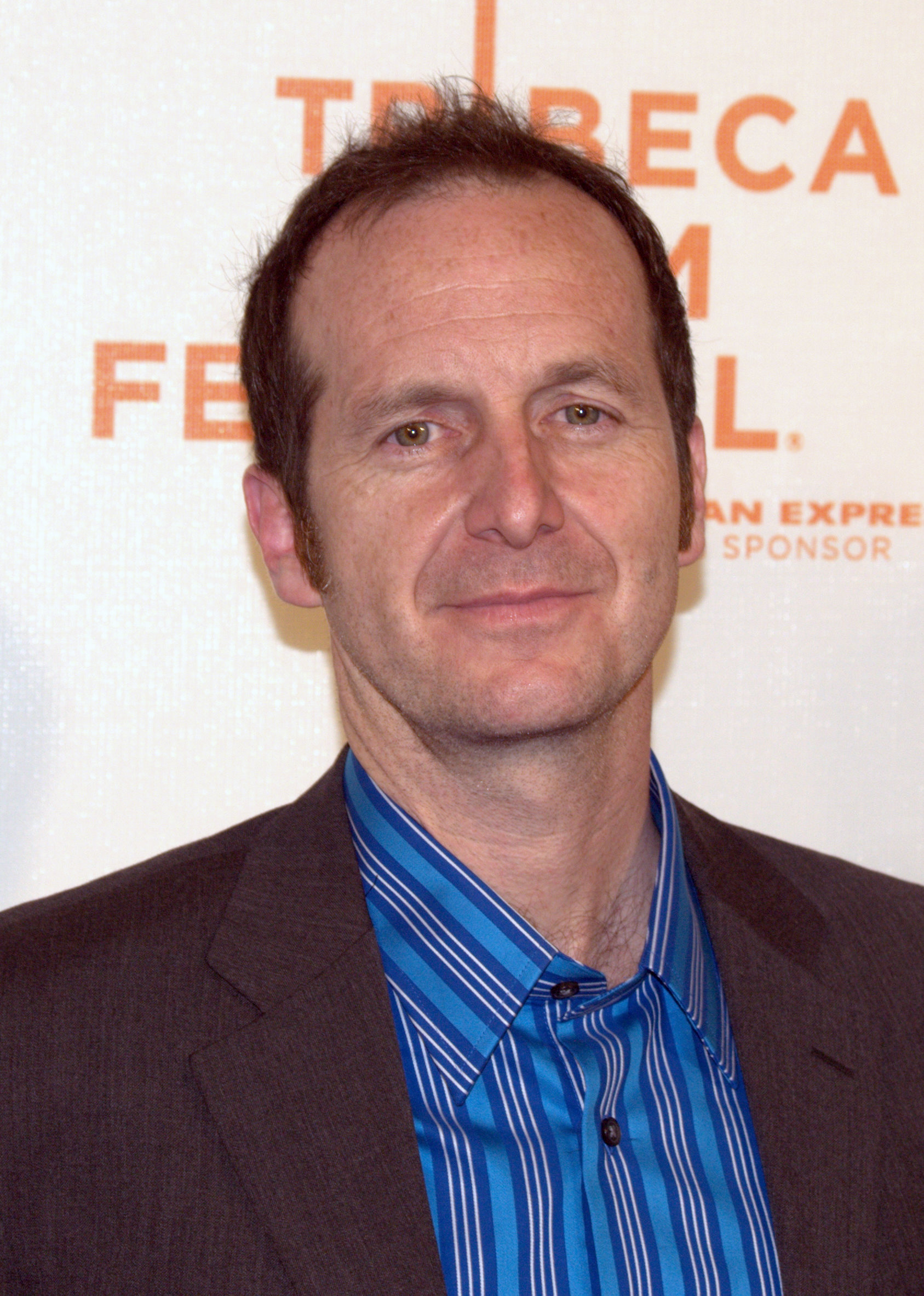
Denis O'Hare è Larry

1983: Constance, che vive con la famiglia nella casa, sorprende il marito che cerca di violentare la provocante cameriera Moira e uccide brutalmente entrambi.
2011: Vivien, terrorizzata dopo gli ultimi avvenimenti, è fermamente decisa a vendere la casa, ma Ben le confessa di essersi indebitato per acquistarla e per dare alla famiglia la prospettiva di una nuova vita. Vivien, infastidita dai modi e dalle bugie del marito, contatta comunque l'agente immobiliare.
Moira (da adulta) scopre ancora Constance che ruba delle posate dalla casa degli Harmon; nel litigio tra le due donne emerge che Moira è imprigionata nella casa, e non può lasciarla. Ben nel frattempo ha una nuova paziente, ma, mentre la cura, cade in una strana catalessi. Risvegliatosi si ritrova in giardino, senza memoria di come ci sia arrivato e con le mani sporche di sangue. Rientrato in casa trova ancora Moira (giovane), che lo provoca mentre pulisce del sangue dal pavimento. Ben perde la testa e aggredisce Moira, ma viene sorpreso da Vivien che prende le parti della donna. I due non comprendono quel che sta accadendo, in quanto la moglie vede Moira anziana (e senza un occhio) mentre Ben continua a vedere la cameriera giovane, e in abiti succinti. Vivien comunque riassume Moira, che minaccia di fare loro causa se sarà licenziata senza giusta causa.
Ben riceve la visita di Hayden, che gli dice di non avere abortito e, anzi, di avere intenzione di farsi mantenere da lui; a fatica Ben riesce a farla uscire di casa e le dà un nuovo appuntamento. Più tardi Vivien assiste al passaggio di una vettura di un tour nei luoghi misteriosi di Los Angeles, che sosta davanti a casa sua; incuriosita, sale tra i passeggeri e si apprende così l'antefatto della costruzione della casa e dei suoi primi proprietari.
Costruita nel 1922 da un medico delle star di Hollywood, il dott. Montgomery, per la moglie Nora, la casa vide la follia del medico (che faceva esperimenti sugli animali in cantina) e la disperazione della moglie per la loro precaria situazione finanziaria; la donna inizia così a procurargli giovani donne che vogliono abortire. Fino al 1926 (data in cui si accenna ad un "evento scioccante") oltre 20 donne hanno abortito nella casa.
Dopo una serie di altri avvenimenti (tra cui l'apparizione di Nora come aspirante compratore della casa a Vivien), Ben si ritrova in casa Hayden, infuriata perché non si è presentato al loro appuntamento; mentre la convince a uscire, la donna viene colpita da Larry con un badile e uccisa nel giardino. Larry convince Ben, disperato e incapace di prendere una decisione, a seppellirla in giardino (cosa che farà, costruendoci sopra un gazebo), sotto lo sguardo di Constance e Moira, che vede nella fossa scavata da Larry i propri resti mortali.
- Special guest star: Kate Mara (Hayden McClaine).
- Guest star: Frances Conroy (Moira O'Hara), Alexandra Breckenridge (Moira da giovane), Christine Estabrook (Marcy), Matt Ross (Dr. Charles Montgomery), Lily Rabe (Nora Montgomery), Eric Close (Hugo Langdon), Geoffrey Rivas (Detective Jack Colquitt), Eve Gordon (Dott.ssa Hall), David Anthony Higgins (Stan), Adina Porter (Sally Freeman).
- Altri interpreti: Abbie Cobb (Dorothy Hudson), James Gaudioso (Sal Mineo), Jennifer Jostyn (Ronni), Roz Witt (Daphne).
- Ascolti USA: telespettatori 2.586.000 - share 1,5%[4]

## Halloween (1ª parte)
- Titolo originale: Halloween (Part 1)
- Diretto da: David Semel
- Scritto da: James Wong

### Trama
2010: i proprietari della casa sono Chad e Patrick, una coppia gay. Chad sta allestendo la casa per Halloween, mentre Patrick è diretto in palestra. La coppia ha una relazione agitata, tumultuosa, aggravata dalla situazione finanziaria; stanno inoltre cercando di vendere la casa. Dopo una breve discussione, Patrick esce per andare a comprare un costume. Ora Chad è nella cucina quando l'uomo di gomma appare; Chad crede che sia Patrick e prova a scusarsi per l'alterco avuto in precedenza, ma l'uomo di gomma lo attacca e gli spezza il collo. Patrick entra nella stanza vestito da cowboy e rimane sconvolto dalla scena.

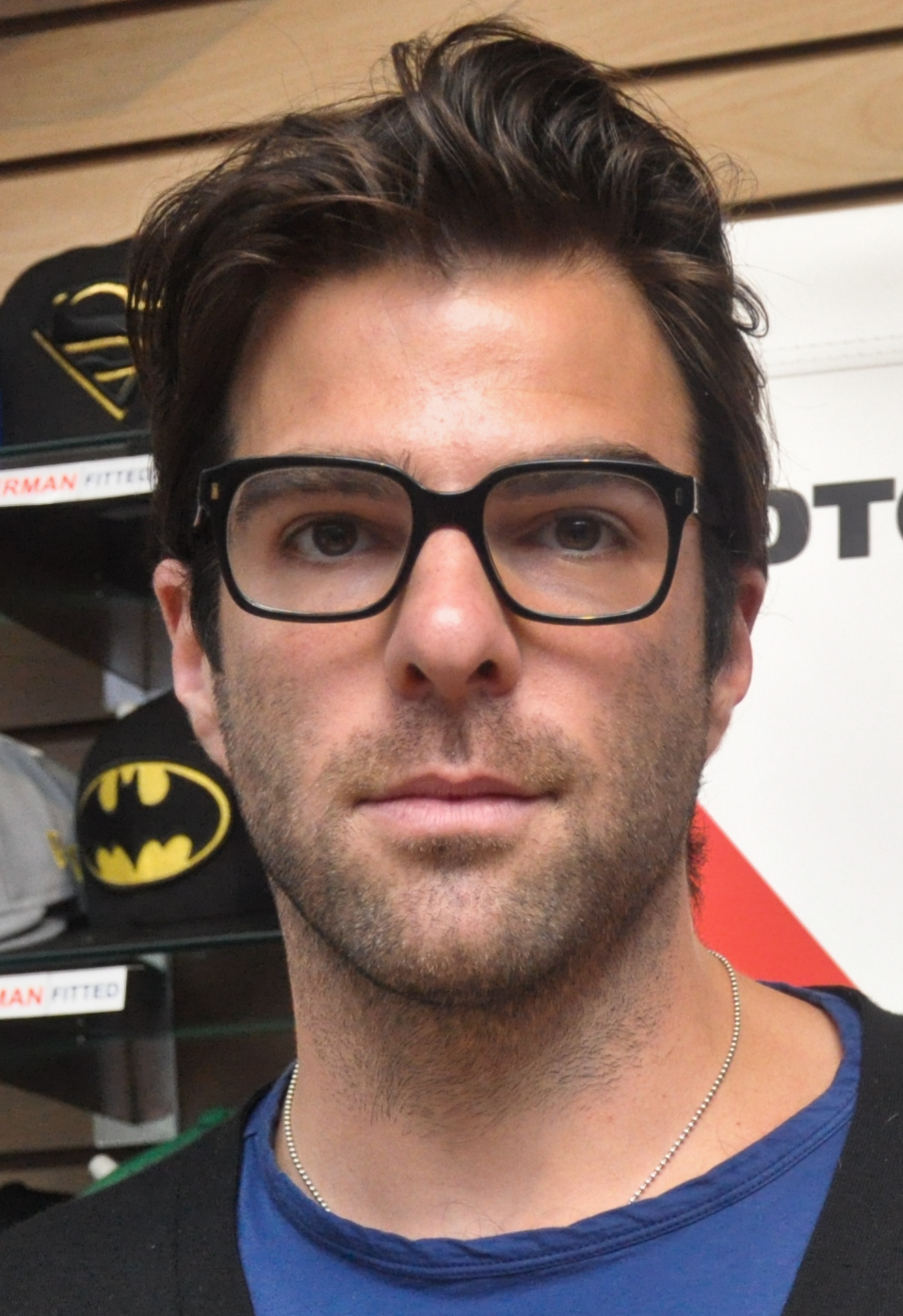
Zachary Quinto interpreta Chad Warwick

2011: Vivien chiede a un agente di sicurezza privata (Luke) di installare nella casa un sistema d'allarme. Gli Harmon assumono degli arredatori d'interni per sistemare la casa e aumentare le possibilità di vendita. Chad dice a Vivien che una volta ha scoperto Patrick a controllare la sua bolletta del telefono, e consiglia alla donna di fare lo stesso. Nel frattempo, Larry tormenta Ben, chiedendo una ricompensa per aver ucciso Hayden, ma Ben lo respinge. Ben concorda con Tate di continuare la terapia, ma al di fuori della casa.
Addie vuole vestirsi da “bella ragazza”, ma Constance non è d'accordo. Constance ride di lei, ma poi le compra un costume da “bella ragazza”. Mentre la ragazzina è in giro a fare “dolcetto o scherzetto?” viene investita da un'auto. Constance cerca di portarla sul prato della casa degli Harmon prima che muoia, cosicché sarà in grado di rimanere intrappolata nella casa.
Violet incontra Tate (che indossa il costume da uomo di gomma, per spaventarla) e le dice di sapere cosa c'è nella cantina. Tate le racconta che c'è un'entità malvagia, risultato di un progetto folle: il dottor Montgomery , riavuti i resti di suo figlio neonato, barbaramente ucciso e smembrato in seguito al rapimento, tenta e riesce a riportarlo in vita unendo i vari pezzi con un cuore pulsante estratto forse durante uno degli aborti clandestini.
Chad e Patrick continuano a decorare la casa per la notte di Halloween. La loro ricerca della perfezione fa andare su tutte le furie Vivien che li caccia di casa. In un primo momento i due rifiutano, ma quando Chad nota l'uomo di gomma fuori dalla finestra se ne vanno. Ben dice a Vivien che il suo rapporto con Hayden è finito, ma la donna crede che il marito menta e gli dice di andarsene. Improvvisamente il bambino scalcia, ma siccome Vivien è solo all'ottava settimana, i due si preoccupano. All'ospedale viene eseguita un'ecografia che mostra che il bambino è più sviluppato di quello che dovrebbe essere. L'infermiera sviene dopo aver visto il bambino sullo schermo.
La notte di Halloween, quando i “morti possono camminare liberi”, Moira fa visita a sua madre che è ospite in un ospizio, in stato comatoso e le stacca il respiratore automatico. Violet, sola nella casa mentre i suoi genitori sono in ospedale, sente Larry bussare alla porta. Chiama dunque il padre che le dice di aspettarli. Violet riaggancia, non facendo caso all'uomo di gomma dietro di lei.
Quando gli Harmon fanno ritorno a casa, trovano la porta scassinata e Violet sembra sparita. Ben sente bussare alla porta: vede il fantasma di Hayden.
- Special guest star: Kate Mara (Hayden McClaine), Zachary Quinto (Chad Warwick).
- Guest star: Frances Conroy (Moira O'Hara), Christine Estabrook (Marcy), Jamie Brewer (Adelaide Langdon), Matt Ross (Dr. Charles Montgomery), Lily Rabe (Nora Montgomery), Michael Graziadei (Travis Wanderley), Morris Chestnut (Agente Luke), Teddy Sears (Patrick), Missy Doty (Angela).
- Altri interpreti: Bodhi Schulz (Troy), Kai Schulz (Bryan), Carmen Blanchard (Violet da bambina), Marilyn O'Connor (Molly).
- Ascolti USA: telespettatori 2.961.000 - share 1,7%[5]

## Halloween (2ª parte)
- Titolo originale: Halloween (Part 2)
- Diretto da: David Semel
- Scritto da: Tim Minear

### Trama
Larry se ne va e Violet decide di salire al piano superiore. L'uomo di gomma, non vedendola, sparisce. Mentre Violet è seduta sul letto, una piccola mano cerca di afferrare le sue gambe, ma Violet vede Tate sotto la finestra della sua camera. I due escono insieme.
Ben e Vivien tornano a casa e iniziano a cercare Violet, ma poi Violet chiama la madre assicurandole che sta bene. Tate e Violet vanno alla spiaggia e lui le dice che quando era a scuola è stato per lui un brutto periodo. Improvvisamente cinque adolescenti che sembrano mascherati da Halloween (maciullati e sporchi di sangue) appaiono e Tate dice loro di lasciarli in pace.
Ben chiude la porta in faccia a Hayden. Esce e trova Larry nel retro. Credendo che l'assassinio di Hayden sia solo stato simulato e che i due stiano cercando di minacciarlo, Ben attacca Larry con una pala. Larry capisce che Hayden è un fantasma, ma Ben non gli dà retta e lo minaccia di ucciderlo se lo vedrà ancora.
All'interno della casa, Vivien dice a Ben che deve andarsene e va a prepararsi per un bagno. Hayden la chiama sul telefono e le due donne discutono. Sullo specchio del bagno appare un messaggio: Hayden dice a Vivien di chiedere a Ben di ciò che è successo a Boston. Vivien dice a Ben che Hayden è in casa. Ben trova Hayden nella cantina e, dopo una discussione in cui Hayden rivela che lei è veramente morta, Larry colpisce Ben con una pala e lo lega, pianificando di bruciare la casa. Ma il fantasma di Chad interviene. Nora libera Ben dicendogli di salvare il suo bambino.
Hayden appare a Vivien ed entrambe rimangono sconvolte quando scoprono di essere incinte. Hayden aggredisce Vivien con un pezzo di specchio, ma viene fermata da Ben che viene costretto a confessare di aver ingravidato la ragazza mesi dopo che Vivien aveva scoperto la loro relazione. Avendo sentito suonare l'allarme, Luke interviene e arresta Hayden. Mentre la sta portando dalla polizia, Hayden sparisce dall'auto. Nel frattempo, Ben prepara la sua roba e se ne va.
Gli adolescenti trovano Tate e Violet, ma Tate protegge la ragazza facendosi inseguire da loro. Constance porta Violet a casa sua, rivelandole che Addie è morta e che Tate è suo figlio.
Gli adolescenti catturano Tate rivelandosi dei fantasmi: sono stati uccisi proprio da Tate durante una sparatoria a scuola. I fantasmi vogliono sapere perché Tate li ha uccisi e che lui ammetta ciò che ha fatto, ma Tate non riesce a ricordarsi niente di loro. Uno dei fantasmi dice che se fosse viva ora avrebbe 34 anni. Mentre la notte di Halloween volge al termine, i ragazzi se ne vanno.
Gli altri fantasmi (Moira, Chad, Patrick, Troy e Bryan; i gemelli del primo episodio; Nora, Maria e Gladys) tornano alla casa.
- Special guest star: Kate Mara (Hayden McClaine), Zachary Quinto (Chad Warwick).
- Guest star: Frances Conroy (Moira O'Hara), Jamie Brewer (Adelaide Langdon), Lily Rabe (Nora Montgomery), Rosa Salazar (Maria), Teddy Sears (Patrick), Morris Chestnut (Agente Luke), Brando Eaton (Kyle Greenwell), Ashley Rickards (Chloe Stapleton), Alessandra Torresani (Stephanie Bogg), Jordan David (Kevin Gedman).
- Altri interpreti: Bodhi Schulz (Troy), Kai Schulz (Bryan), Celia Finkelstein (Gladys), Alexander Nimetz (Amir Stanley).
- Ascolti USA: telespettatori 2.745.000 - share 1,6%[6]

## Leggende metropolitane
- Titolo originale: Piggy Piggy
- Diretto da: Michael Uppendahl
- Scritto da: Jessica Sharzer

### Trama
1994: alla Westfield High School un ragazzo entra nella scuola e inizia a uccidere gli studenti. Raggiunge la biblioteca dove ferisce un insegnante che sta cercando di bloccare la porta. Poi uccide cinque studenti. L'assassino è Tate. Una squadra SWAT entra nella casa (all'epoca abitata da Constance) e uccide Tate quando il ragazzo cerca di puntare loro una pistola.
2011: dopo che Violet ha avuto la conferma che Tate è il responsabile della sparatoria alla Westfield High, Constance le presenta una medium (Billie Dean) che le spiega che Tate non sa di essere morto. Constance l'ha mandato da Ben, sperando di aiutarlo a capire e ora hanno bisogno dell'aiuto di Violet anche se lei è sconvolta dalla rivelazione.

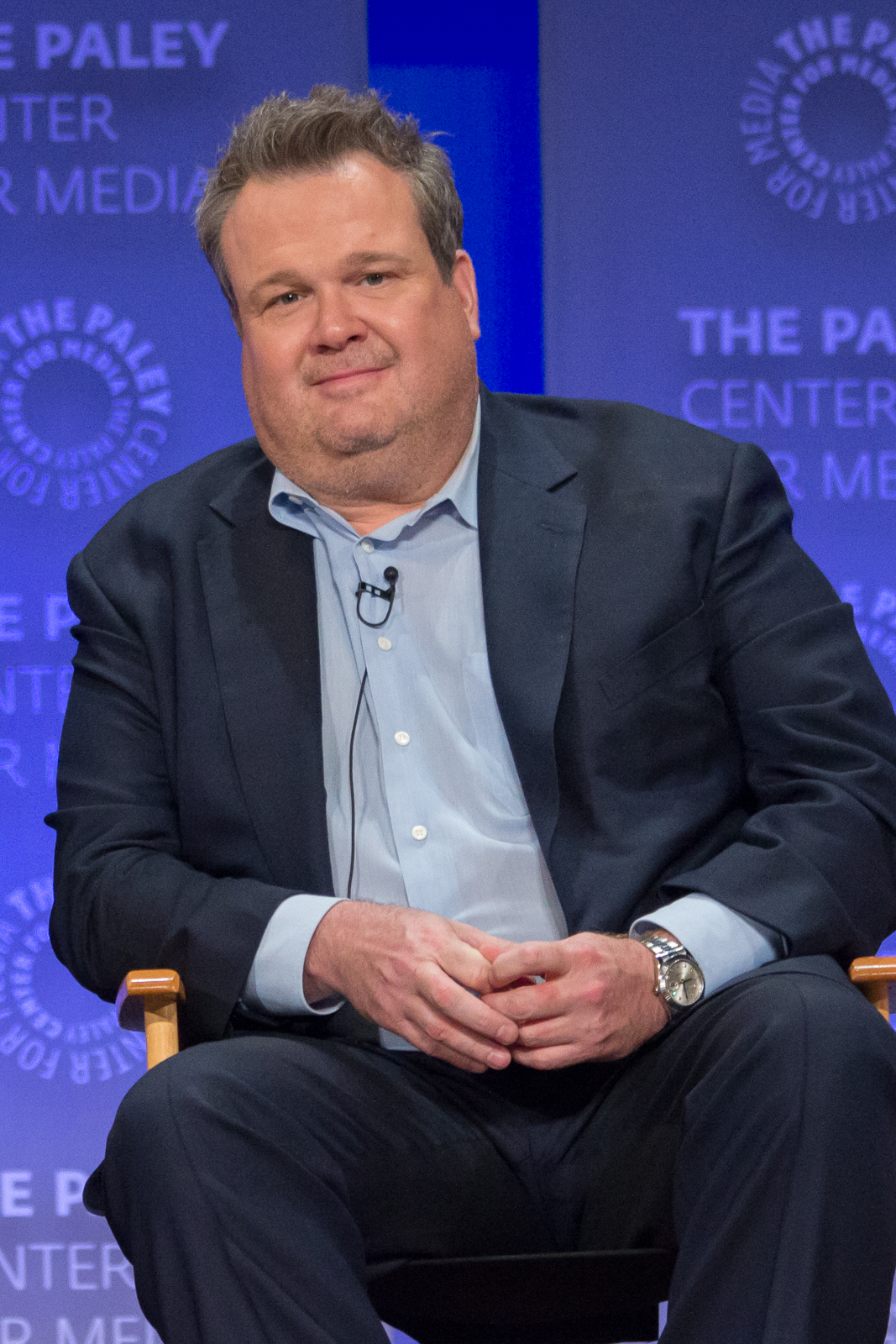
Eric Stonestreet interpreta Derek

Ben ha bisogno di usare la casa per i suoi appuntamenti e per guadagnare soldi. Vivien accetta. Ben vede un nuovo paziente, Derek, che è terrorizzato dalle leggende metropolitane e in particolare da quella dell'uomo maiale che uccide chiunque ripete un particolare mantra di fronte allo specchio. Ben inizia anche a notare che Vivien sta sviluppando un'attrazione nei confronti di Luke, l'agente di sicurezza.
Constance e Moira aiutano Vivien con la gravidanza, preparandole cibi salutari. Anche se all'inizio è disgustata da questi piatti, Vivien sviluppa un forte appetito che la mette a disagio. Contatta l'infermiera che era svenuta durante l'ecografia e scopre che si è licenziata, dichiarando che aveva visto che il bambino era il Diavolo.
Derek, convinto da Ben ad affrontare le sue paure, ripete il mantra di fronte allo specchio del suo bagno, ma viene ironicamente ucciso da un ladro che si nascondeva nella doccia. Violet cerca di confortare Tate nella cantina, ma viene infastidita dagli altri fantasmi. Sconvolta, tenta il suicidio ingoiando molte pillole, ma Tate la porta nella vasca da bagno e la forza a vomitare le pillole. Tate, terrorizzato, confessa che lui la ama e non capisce perché lei è diventata fredda con lui. Sta per lasciarla sola, ma lei lo conforta. Constance parla con Adelaide attraverso la medium Billie e scopre che la figlia è grata di non essere tornata come fantasma e che è impaurita per aver scoperto cosa ha fatto Tate.
- Special guest star: Eric Stonestreet (Derek).
- Guest star: Frances Conroy (Moira O'Hara), Shelby Young (Leah), Matt Ross (Dr. Charles Montgomery), Azura Skye (Fiona), Kyle Davis (Dallas), Eve Gordon (Dott.ssa Hall), Morris Chestnut (Agente Luke), Missy Doty (Angela), Brando Eaton (Kyle Greenwell), Ashley Rickards (Chloe Stapleton), Alessandra Torresani (Stephanie Bogg), Jordan David (Kevin Gedman), Sarah Paulson (Billie Dean Howard), Tom Gallop (Insegnante).
- Altri interpreti: Bodhi Schulz (Troy), Kai Schulz (Bryan), Celia Finkelstein (Gladys), Alexander Nimetz (Amir Stanley).
- Ascolti USA: telespettatori 2.831.000 - share 1,6%[7]

## Casa in vendita
- Titolo originale: Open House
- Diretto da: Tim Hunter
- Scritto da: Brad Falchuk

### Trama
1994: Constance scopre che Beau, il figlio deforme che vive incatenato nella soffitta, potrebbe esserle portato via per maltrattamenti. Larry, innamorato di Constance, uccide Beau per prevenire ciò. La moglie di Larry si uccide (e uccide le loro figlie) dopo aver scoperto della sua relazione con Constance, dandosi e dando loro fuoco.
2011: Violet consola Tate che le dice che la proteggerà dai fantasmi. Lui le mostra alcune vecchie fotografie della casa e dei Montgomery. Vivien scopre di aspettare due gemelli. Inoltre viene a sapere che Charles Montgomery aveva fatto rivivere suo figlio come un mostro, facendo impazzire Nora che si è poi uccisa dopo aver ucciso il marito.
Un immobiliarista, Joe Escandarian, è interessato all'acquisto della casa, e vorrebbe distruggere il gazebo per costruirci una piscina. Moira cerca di sedurlo in modo che si convinca ad acquistare la casa e scopra così le sue ossa. Ben trova Larry e lo conforta, scoprendo che Larry vuole la casa perché possa stare con Constance.
Deridendolo, Ben dice che il costruttore edile comprerà la casa e la demolirà per costruire dei condomini. Constance viene a sapere questa cosa e tenta di sedurre il costruttore, ma lui la respinge violentemente. Constance informa Moira che lui le ha mentito circa il gazebo e intende costruire dei condominii e questo non permetterà di scoprire le sue ossa. Decidono quindi di lasciare da parte la loro rivalità e, con l'aiuto di Larry, portano il costruttore in cantina e lo soffocano, portandolo fuori dalla casa prima che muoia.
Violet fa vedere le foto dei Montgomery alla madre che rimane scioccata: riconosce infatti Nora che era stata da lei perché interessata all'acquisto della casa.
- Guest star: Frances Conroy (Moira O'Hara), Alexandra Breckenridge (Moira da giovane), Christine Estabrook (Marcy), Matt Ross (Dr. Charles Montgomery), Lily Rabe (Nora Montgomery), Rosa Salazar (Maria), Eve Gordon (Dott.ssa Hall), David Anthony Higgins (Stan), Morris Chestnut (Agente Luke), Amir Arison (Joe Escandarian), Rebecca Wisocky (Lorraine Harvey).
- Altri interpreti: Sam Kinsey (Beauregard Langdon).
- Ascolti USA: telespettatori 3.061.000 - share 1,8%[8]

## L'uomo di gomma
- Titolo originale: Rubber Man
- Diretto da: Miguel Arteta
- Scritto da: Ryan Murphy

### Trama
Sei mesi prima: viene rivelato che Tate è l'uomo di gomma. Il vestito è stato comprato da Chad per cercare di risollevare il suo rapporto con Patrick. Tate indossa il vestito e uccide Patrick e Chad dopo che loro hanno deciso di non voler un bambino, sperando che la nuova famiglia che si trasferirà nella casa abbia un figlio che poi possa diventare di Nora. L'episodio si conclude con l'intera sequenza degli omicidi di Chad e Patrick; si scopre che dopo che Tate li ha uccisi, Moira gli dà la pistola che la coppia possedeva in modo che Tate possa inscenare un omicidio/suicidio.
Oggi: Hayden si accorda con Nora per far impazzire Vivien cosicché loro possano tenere i gemelli. Dopo varie apparizioni, Vivien si innervosisce e Moira, che odia Hayden, le dice dello “Yellow Wallpaper” e che la casa è stregata, esortandola ad andarsene finché è possibile. Vivien e Violet se ne vanno, ma vengono fermate dai fantasmi di Fiona e Dallas e ritornano in casa. Ben crede che Vivien sia instabile mentalmente siccome la polizia non ha trovato alcuna prova di qualcuno che si sia introdotto in casa.
Violet, per paura di dover abbandonare Tate, dice di non aver visto nessun fantasma, dichiarando che Vivien era scossa. Vivien ruba la pistola di Marcy per proteggersi. Hayden convince Tate di attaccare Vivien vestito da uomo di gomma, rivelandogli che lui è il padre di uno dei gemelli. Durante l'attacco Vivien ferisce accidentalmente Ben. Quando la polizia giunge in casa Vivien viene portata via. È felice perché finalmente lascia la casa. Violet è sconvolta da ciò che è successo perché aveva mentito circa i fantasmi. Tate le dice che lui sarà sempre lì per lei.
- Special guest star: Kate Mara (Hayden McClaine), Zachary Quinto (Chad Warwick).
- Guest star: Frances Conroy (Moira O'Hara), Christine Estabrook (Marcy), Lily Rabe (Nora Montgomery), Azura Skye (Fiona), Kyle Davis (Dallas), Eric Close (Hugo Langton), Teddy Sears (Patrick), Morris Chestnut (Agente Luke), Richard Short (Gary), Kathleen Rose Perkins (Terapista di Chad).
- Altri interpreti: Tom Jourden (Agente Crawford).
- Ascolti USA: telespettatori 2.812.000 - share 1,6%[9]

## La Dalia Nera
- Titolo originale: Spooky Little Girl
- Diretto da: John Stuart Scott
- Scritto da: Jennifer Salt

### Trama
1947: una giovane donna, che aspira a diventare attrice a Los Angeles, si presenta nella casa, dove vive e lavora un dentista. Dicendo che non può permettersi le cure, cerca di prostituirsi. Lui la anestetizza e poi la stupra, ma quando ha terminato la donna non si riprende. Preso dal panico, la trascina nella cantina dove incontra il dottor Montgomery che si offre di aiutarlo, ma in realtà la fa a pezzi. I suoi resti vengono ritrovati in un campo da una donna e da suo figlio, rivelando che lei è Elizabeth Short, la Dalia Nera.

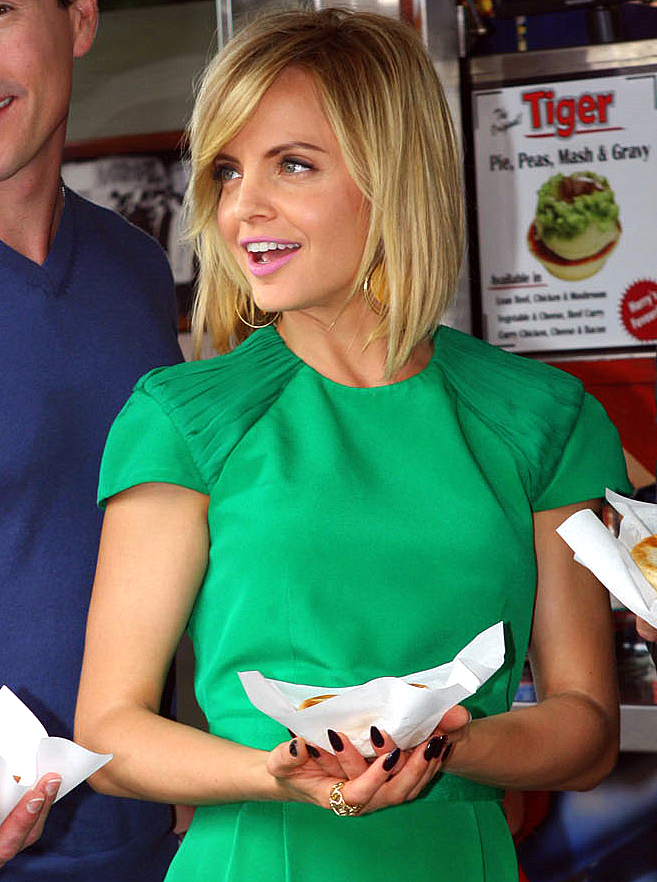
Mena Suvari interpreta La Dalia Nera

2011: il detective Jack Colquitt si presenta alla porta della casa con la sorella di Hayden, Marla. La stanno cercando e la sorella crede che sia stata uccisa. Hayden però appare e assicura di stare bene, dicendo che vive con Ben. Dopo che se ne sono andati, Hayden dice a Ben che ha abortito e se ne va.
Elizabeth Short appare più tardi come nuova paziente, ma l'appuntamento viene interrotto dalla chiamata del medico che gli comunica che lui è il padre di uno solo dei due gemelli.
Moira dice a Constance che Tate è il padre dell'altro bambino e la donna sgrida il figlio dicendo che se Ben scoprirà la verità non lo aiuterà più.
Ben fa visita a Vivien credendo che lei lo abbia tradito. Credendo che stia dormendo, Ben le dice che è disgustato e arrabbiato e che non la aiuterà mai ad andarsene da lì. A casa, Hayden cerca di confortare Ben, ma lui la respinge e le dice che non l'ha mai amata. Lei gli dice che Luke è andato a letto con Vivien. Moira ed Elizabeth cercano di sedurre Ben, ma lui le caccia. Hayden conforta Elizabeth, dicendole che il suo sogno di diventare famosa è diventato realtà quando è morta, diventando famosa come Dalia Nera.
Constance parla con Travis proponendogli di crescere il figlio di Tate, ma lui rifiuta e va a letto con Hayden, che lo uccide. Il corpo di Travis viene fatto a pezzi dal dottor Montgomery e portato via da Larry. Tre giocatori di basket trovano il suo corpo, mutilato come quello della Dalia Nera. Elizabeth gli assicura che ora potrà avere la fama che desidera.
Constance, che desidera il bambino, fa visita a Vivien, mostrandole supporto. Vivien le confessa che è stata violentata dall'uomo di gomma, ma fingerà che sia stata un'allucinazione per poter essere dimessa dall'ospedale. Ben si confronta con Luke, ma quest'ultimo gli dice che è sterile e non può essere il padre del bambino. Mentre Moira se ne va, Ben trova la maschera dell'uomo di gomma: vuole sapere la verità e non crede più che la moglie sia impazzita e sia stata stuprata davvero. Moira si complimenta con lui per aver finalmente compreso la verità, mentre se ne va dalla porta d'ingresso Ben vede finalmente il vero volto di Moira, capendo che in quella casa accadono cose strane.
Mentre sta bevendo un tè con Billie Dean, Constance le chiede cosa succede se un bambino viene concepito dal rapporto fra un umano e un fantasma. Billie le dice che secondo alcune profezie papali, il bambino che nascerà sarà l'Anticristo e scatenerà l'Apocalisse.
- Special guest star: Kate Mara (Hayden McClaine).
- Guest star: Frances Conroy (Moira O'Hara), Alexandra Breckenridge (Moira da giovane), Matt Ross (Dr. Charles Montgomery), Eve Gordon (Dott.ssa Hall), Geoffrey Rivas (Detective Jack Colquitt), Morris Chestnut (Agente Luke), Michael Graziadei (Travis Wanderley), Joshua Malina (Dr. Daniel Curan), Sarah Paulson (Billie Dean Howard), Mena Suvari (Elizabeth Short), Tanya Clarke (Marla McClaine), April Grace (Naima).
- Ascolti USA: telespettatori 2.851.000 - share 1,7%[10]

## Giù la maschera
- Titolo originale: Smoldering Children
- Diretto da: Michael Lehmann
- Scritto da: James Wong

### Trama
1994: Tate, prima di recarsi a compiere la strage nella biblioteca della scuola si reca nell'ufficio dove lavora Larry, amante di sua madre, e dopo avergli versato della benzina addosso, gli dà fuoco. È questa la causa dell'ustione deturpata sul volto del tale.
2011: Ben riceve la visita di un poliziotto che gli fa sapere che sua figlia non si sta recando a scuola da sedici giorni e si dovrà quindi provvedere alla legge con un tribunale dei minori. 
Prima di fare un serio discorso a Violet, Ben chiama un disinfestatore di insetti per risolvere il problema di un gruppo molto vasto di mosche che si stanno annidando sotto al pavimento. Mentre l'uomo controlla le fondamenta scopre qualcosa di orribile e cerca di correre fuori, ma sopraggiunge Tate che lo soffoca per non farlo confessare.
Intanto due detective si dirigono a casa di Constance per informarla del ritrovamento del cadavere di Travis, così la donna si reca a casa di Larry sospettando di lui a causa della gelosia che nutriva nei confronti del giovane. L'uomo però le confessa di aver solo occultato il suo cadavere, riuscendo così a salvarsi dalla furia della donna ma a farsi umiliare ancora una volta per lo sdegno che Constance prova nei suoi confronti. Rincasata la donna si scontra nuovamente con i detective che sospettano di lei riguardo all'omicidio, e durante l'interrogatorio rievoca nella sua mente i momenti in cui uccise il marito e Moira per poi seppellire lei e frammentare il corpo di lui con un tritacarne prima di darlo in pasto ai suoi cani.
Mentre Ben cerca un nuovo istituto per la figlia, Tate comprende che l'uomo non può tentare di mandarla in un nuovo posto all'infinito e così, infilatosi nuovamente il costume di lattice, tenta di ucciderlo sotto alla doccia ma viene scoperto dallo stesso dato che riesce a sfilargli la maschera e a riconoscerlo. Il ragazzo decide così di sedarlo con del cloroformio. Poi propone a Violet la via del suicidio, in modo da riuscire a restare con lei in un loro mondo isolato e perfetto. La ragazza, spaventata, tenta di fuggire da tutto ciò ma si trova bloccata in una sorta di labirinto infinito. Tate è così costretto a rivelarle la triste verità: quando tentò di salvarla dall'overdose di sonniferi in realtà fallì.
Da quel momento infatti Violet non ha mai vissuto, essendosi trasformata in uno spirito.
Il suo cadavere fu poi nascosto dal ragazzo nelle fondamenta della casa, ecco il motivo della presenza delle mosche.
Larry, mentre recupera dal seminterrato della casa le restanti prove dell'omicidio di Travis (i vestiti insanguinati e il coltello), si incontra con lo spirito dello stesso che gioca con le sue due bambine. Dopodiché si trova anche in presenza della moglie che, con scherno, gli fa capire la felicità che ora provano lei e le figlie in quel mondo dopo la morte.
In un ultimo gesto romantico, Larry si reca alla polizia con le prove per confermare la sua colpevolezza in modo da farsi incarcerare e allo stesso tempo di salvare Constance dall'accusa di omicidio. In un ultimo colloquio tra prigioniero e visitatore, la donna dice addio a quello che fu il suo amante e che poi diventò un uomo da lei disprezzato.
- Special guest star: Charles S. Dutton (Detective Granger).
- Guest star: Jamie Brewer (Adelaide Langdon), Michael Graziadei (Travis Wanderley), Rebecca Wisocky (Lorraine Harvey), Malaya Rivera Drew (Detective Barrios), W. Earl Brown (Phil Critter), Gregory Sporleder (Peter McCormick), Derek Richardson (Harry Goodman).
- Altri interpreti: Sam Kinsey (Beauregard Langdon), Shyloh Oostwald (Margaret Harvey), Katelynn Rodriguez (Angela Harvey).
- Ascolti USA: telespettatori 2.543.000 - share 1,6%[11]

## Nascita
- Titolo originale: Birth
- Diretto da: Alfonso Gomez-Rejon
- Scritto da: Tim Minear

### Trama
1984: Nella cantina, Nora salva un piccolo Tate dall'attacco di suo figlio Thaddeus, e gli insegna che se dice agli spiriti della casa di sparire, loro lo faranno. 
Nel presente Nora dice di volere uno dei figli di Vivian che Tate gli aveva promesso, Anche se ormai Tate si rende conto di non poter più mantenere la promessa fatta, poiché è innamorato di Violet.

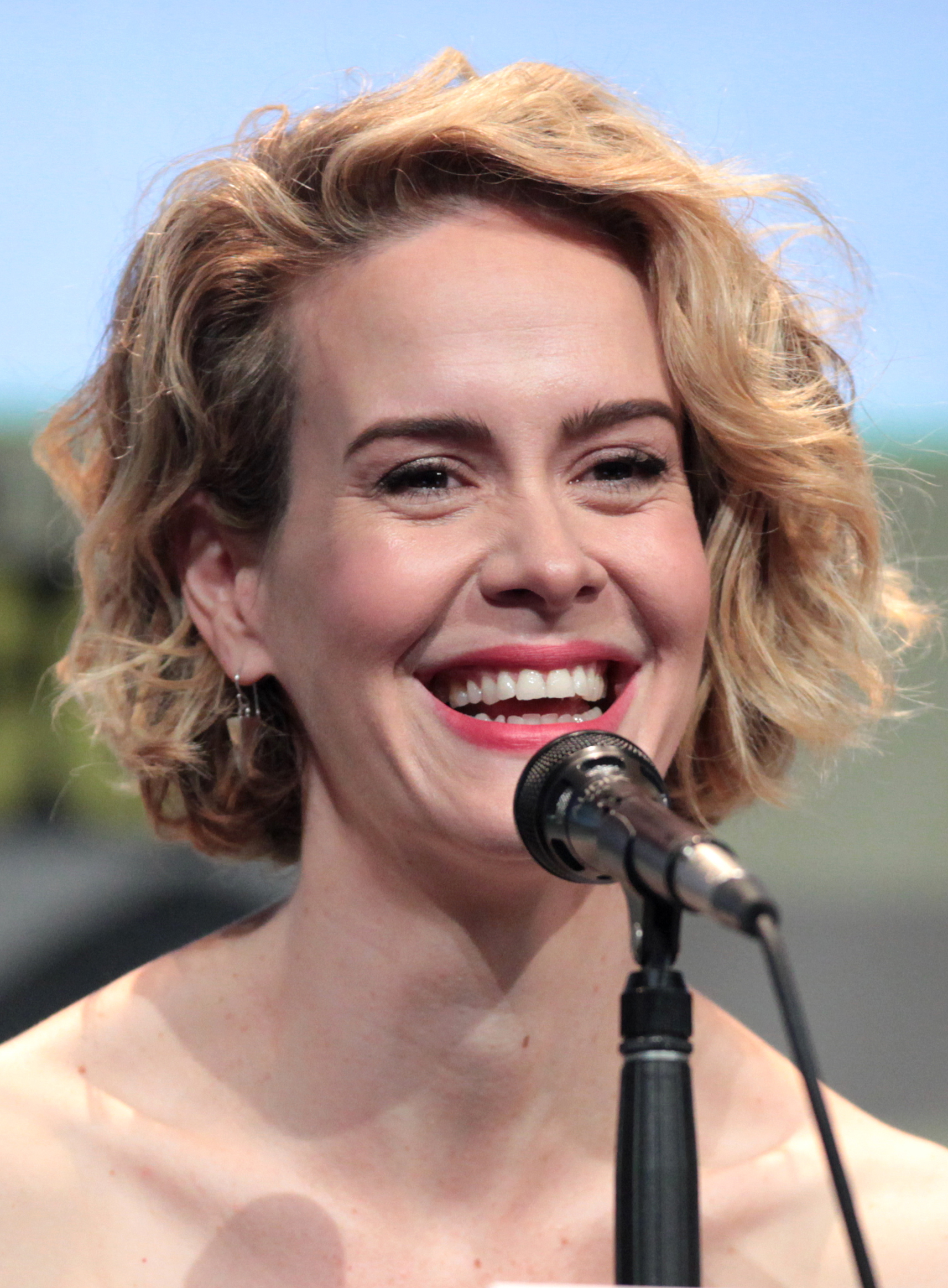
Sarah Paulson interpreta Billie Dean Howard

2011: Ben va a prendere Vivien al manicomio, intenzionato a portare Violet con lui. Tuttavia Violet è ormai un fantasma,  intrappolata all'interno della proprietà. Durante il viaggio di ritorno verso casa con Ben, Vivien insiste per andare da sua sorella in Florida. Durante l'attesa in macchina, Vivien comincia ad avere le doglie. Violet cerca di spiegare al padre che è morta. Constance porta Vivien in casa e va a cercare "aiuto" per assistere al parto; il fantasma del dottor Charles Montgomery e gli infermieri dell'anno 1968 si apprestano quindi ad aiutarla a partorire. Nel corso del parto Chad rivela a Violet che Tate è il padre di uno dei gemelli. Vivien ha difficoltà nel dare alla luce entrambi i bambini: uno, che verrà preso da Nora, nasce morto, mentre l'altro la fa sanguinare internamente. Violet arriva a confortare la madre e le chiede di "venire a stare con lei". Vivien muore a causa della grossa quantità di sangue perso e Violet si confronta con Tate, dicendogli che lo ama, ma non potrà mai perdonarlo. Gli urla di sparire e Tate lo fa. Vivien conforta la figlia nella vita ultraterrena.
- Special guest star: Kate Mara (Hayden McClaine), Zachary Quinto (Chad Warwick).
- Guest star: Frances Conroy (Moira O'Hara), Matt Ross (Dr. Charles Montgomery), Lily Rabe (Nora Montgomery), Rosa Salazar (Maria), Teddy Sears (Patrick), Sarah Paulson (Billie Dean Howard), Steven Anderson (Dr. Marchesi).
- Altri interpreti: Paul Butler (Tate da bambino), Bodhi Schulz (Troy), Kai Schulz (Bryan), Ben Woolf (Thaddeus Montgomery), Celia Finkelstein (Gladys).
- Ascolti USA: telespettatori 2.589.000 - share 1,4%[12]

## Rinascita
- Titolo originale: Afterbirth
- Diretto da: Bradley Buecker
- Scritto da: Jessica Sharzer

### Trama
Nove mesi prima: Vivien è intenzionata a separarsi da Ben, ma quest'ultimo la convince a ricominciare da capo trasferendosi in un'antica casa a Los Angeles,  che scopriranno poi nei mesi successivi essere "La casa degli omicidi".
2011: Ben, sentendosi ormai solo, progetta di suicidarsi, ma i fantasmi di Violet e di Vivien lo incoraggiano a prendere il gemello rimasto in vita e andarsene dalla casa. Mentre prova ad andarsene, Ben viene impiccato al lampadario e ucciso da Hayden e i fantasmi delle persone che invasero la casa; Constance prende il bambino. Moira e altri fantasmi "innocenti" aiutano i fantasmi degli Harmon ad impedire la morte di altri inquilini spaventando la prima famiglia che vuole lì trasferirsi, i Ramos. Tate, sentendosi alienato, cerca di uccidere il figlio dei Ramos, così Violet non si sentirà sola. Tutto questo viene impedito distraendo Tate. Nora, che vuole un figlio da prima del suo omicidio e che diventasse cattiva, rinuncia alla maternità del gemello nato morto a Vivien, e dice che quest'ultima sarà una madre migliore di lei. Vivien chiede a Moira di essere la madrina del bambino. Gli Harmon e Moira decorano la casa per Natale, mentre Tate dice a Hayden che aspetterà "per sempre"  Violet. Tre anni più tardi, Constance torna a casa e vede una scia di sangue sul pavimento, che porta alla camera da letto del gemello degli Harmon, ora di circa 3 anni, e molto somigliante al padre Tate: ha ucciso la tata e si siede su una sedia a dondolo, sorridendo alla madre adottiva.
- Special guest star: Kate Mara (Hayden McClaine), Charles S. Dutton (Detective Granger).
- Guest star: Frances Conroy (Moira O'Hara), Alexandra Breckenridge (Moira da giovane), Christine Estabrook (Marcy), Jamie Brewer (Adelaide Langdon), Michael Graziadei (Travis Wanderley), Lily Rabe (Nora Montgomery), Azura Skye (Fiona), Kyle Davis (Dallas), David Anthony Higgins (Stan), Rebecca Wisocky (Lorraine Harvey), Mena Suvari (Elizabeth Short), Malaya Rivera Drew (Detective Barrios), Anthony Ruivivar (Miguel Ramos), Lisa Vidal (Stacy Ramos), Brennan Mejia (Gabriel Ramos), Meredith Scott Lynn (Helen).
- Altri interpreti: Bodhi Schulz (Troy), Kai Schulz (Bryan), Celia Finkelstein (Gladys), Sam Kinsey (Beauregard Langdon), Asher Gian Starita (Michael Langdon).
- Ascolti USA: telespettatori 3.222.000 - share 1,7%[13]